# Peter Ily Huemer
Peter Ily Huemer (* 1957 in Wien) ist ein österreichischer Regisseur für Theater und Film.
Peter Ily Huemer wird von vielen als einer der Entdecker von Uma Thurman gesehen, da er ihr Talent sehr früh erkannte und ihr eine Rolle in einem seiner Filme gab (Kiss Daddy Good Night). Die Nachwuchsschauspielerin Coco Huemer ist seine Tochter.

## Filmografie
- 1985: The Impossible Mission, Regie
- 1987: Kiss Daddy Good Night, Regie
- 1992: Dead Flowers, Regie
- 1995: Die Liebe des Ganoven, TV, Regie
- 1997: Sexy Lissy, TV, Regie
- 1998: Die Mädchenfalle – Der Tod kommt online/The Cyber Stalker, TV, Regie
- 1999: Sieben Tage bis zum Glück, TV, 90 min., Regie
- 2000: Laila – Unsterblich verliebt, TV, 90 min., Regie/Buch
- 2000: Die Nichte und der Tod (Fernsehfilm, Buch)
- 2005: Polly Adler – Eine Frau sieht rosa, TV, Regie
- 2017: Chuzpe, Regie